# Amerika (Első Emelet-dal)
Az Amerika című dal az Első Emelet (a lemezborítón I. Emelet) 1983-ban megjelent első kislemeze, melynek stílusa erősen tükrözi a 80-as évek New Wave stílusát, pörgős, szintetizátoros, akkor divatos hangzásával. 
A zenekar kezdeti stílusa valahol a német punk és újhullám hatásainak jegyeit hordozzák. A dalban Cser György énekel, a kislemez felvételen is ő hallható, azonban az 1984-ben megjelent első stúdióalbumon, mely az Első Emelet 1 címet kapta, az újra hangszerelt változatban már Kiki közreműködik, és az új változat is visszafogottabb, kevésbé erős hangszerelésű. A dalokat az LGM stúdióban rögzítették.
A kislemezen szereplő Noteszember című dal szinte hasonló sikereket tudhat magáénak, az 1984-ben megjelent Top 15 című válogatáslemezre is felkerült, azonban egyik Emelet-albumon sem szerepel.

## Története
A zenekarnak két különböző korszaka van, melynek első része igen rövid ideig (1982–1983) tartott, amikor Cser György volt az énekes, aki 1983 telén kiszállt a csapatból a belső feszültségek miatt. Helyére Patkó Béla (Kiki) került, majd ekkoriban került be Szentmihályi Gábor is, így kialakult a későbbi klasszikus felállás.
A kislemez borítója a Budapesti Vidám Parkban készült, a rakéta nevű játék előtt. Mögötte a ciklon hullámvasút látható. A kislemez borító hátoldalán egy keresztrejtvény található, melynek megfejtése a zenekar tagjainak nevét adja ki.

## Megjelenések
7"  Magyarország START SPS 70583
- A – Amerika – 3:41
- B – Noteszember – 2:16

## Slágerlista
| Slágerlista (1984) szeptember | Legmagasabb helyezés |
| ----------------------------- | -------------------- |
| Ifjúsági Magazin              | 4                    |

## A zenekar tagjai 1982-1983
- Cser György
- Kisszabó Gábor
- Bogdán Csaba
- Rausch Ferenc
- Berkes Gábor
- Tereh István